# Bettina Scholl-Sabbatini
Elisabeth Emma (Bettina) Scholl-Sabbatini (Esch-sur-Alzette, 12 dicembre 1942) è una scultrice, pittrice e ceramista lussemburghese.

## Biografia
Figlia dello scultore Aurelio Sabbatini (1909–1987) e di Agnese Brancaleone, dal 1963 al 1967 ha studiato scultura e ceramica all'Istituto d'arte di Sesto Fiorentino, e, come borsista alla Citè des Arts di Parigi, pittura e disegno all'Académie de la Grande Chaumière. Inoltre ha perfezionato la sua formazione presso le cave di marmo di Pietrasanta. Vive e lavora a Holtz, Redange (Lussemburgo).

## Attività artistica
Lavora con il bronzo, la pietra e la ceramica e dipinge. Le visite nel continente africano hanno anche contribuito ad ispirare i suoi progetti artistici.
Ha realizzato opere per spazi pubblici e per numerose chiese e cappelle, comprese quelle nelle località lussemburghesi di Bascharage, Bertrange, Dudelange, Lellig e Merl. Espone regolarmente in Lussemburgo ed è stata più volte invitata ad esporre in Belgio, Danimarca, Francia, Germania, Italia, Giappone, Senegal e Spagna.

### Esposizioni
Nell'aprile del 2023 sono state esposte nella mostra Regards rétrospectifs le opere realizzate fra il 1960 e il 2023, presso "Galerie Schlassgoart" a Esch-sur-Alzett..
Nel 2022, Melusine's Buzz Poem – Omaggio a Dino Buzzati: sculture in bronzo patinate, ispirate al Poema a fumetti di Dino Buzzati, in esposizione nel Chiostro gotico del Seminario Gregoriano di Belluno, dal 24 settembre al 23 ottobre 2022, in occasione del quarantennale di fondazione del Soroptimist d'Italia Club Belluno-Feltre e del cinquantenario della morte di Dino Buzzati.
Nel 2017, Casino de Thionville (FR) - ospite d'onore.
Nel 2016, Site Alstrom, Nancy (FR) - ospite d'onore.
Nel 2015, Palazzo Borghesi, Buonconvento - Siena.
Nel 2015, nello spazio espositivo dell'Academia belgica a Roma, mostra personale "Melusine", in occasione della presidenza lussemburghese del semestre UE.
Nel 2011, Museo della Città di Rimini e Torre Saracena di Bellaria.
Nel 2010 il Ruanda ha esposto sue opere alla Biennale di Architettura di Venezia. La mostra personale Coques, coquilles, esprits, genies è stata esposta anche a San Marino nello stesso anno. Fu designata curatrice, insieme al Prof. Gaddo Morpurgo, per la partecipazione del Ruanda alla 12ª Mostra Internazionale di Architettura della Biennale di Venezia del 2010. Il tema del Ruanda, “Tradizione e innovazione nel design delle fibre vegetali”, aveva lo scopo di recuperare la tecnica ancestrale dell’intreccio dei cesti per progettare gioielli moderni, utilizzando le fibre naturali.
Nel 2008, Rathaus Metzingen (DE) e Chateau de Bourglinster (LU).
Nel 2012, 2005, 2002, 1995-6, 1992, 1989, 1985, Galerie Simoncini (LU).
Nel 1997, Installazione a l'Eglise Romane di Mont-Saint-Martin (FR).
Nel 1995-1994, Galerie Theatre Municipal a Esch-sur-Alzette (LU).
Nel 1993, Galerie Castan, Echternach (LU).
Nel 1990, Galerie Wild, Weinheim e Francoforte (DE).
Nel 1983, 1974, 1967, Galerie Municipal a Esch-sur-Alzette (LU).

### Esposizioni collettive
Nel 2024, AlimentArte Libri d’artista dedicati al cibo, Stefania Severi e Maria Luisa Caldognetto (a cura di), Domus Sessoriana, Piazza Santa Croce in Gerusalemme 10, Roma e Galleria Sinopia - Via dei Banchi Nuovi 21/b Roma.
Nel 2021, Luxembourg Art Week (con mediArt) (LU) - Reverence a Yola Reding (mediArt), Galerie op der Kap, Capellen (LU).
Nel 2019, Lubecker Kunstmesse HanseArt, Lubecca (DE).
Nel 2018-2021, Biennale De Mains De Maitres: Gestes e Merveilles, Lussemburgo.
Nel 2018, Galerie Puzzle a Thionville (FR).
Nel 2017, Galerie Kerstan, Projekt Frieden, Kunst Stuttgart International, Stoccarda (DE).
Nel 2017, CivettArte, Casina delle Civette - Villa Torlonia, Roma.
Nel 2016, Bibliothèque Communale a Libramont - AKDT (BE).
Nel 2016, Bibliothèque Provinciale a Marche-en-Famenne (BE).
Nel 2016, Espace mediArt, Lussemburgo.
Nel 2016, Galerie Beau Site a Arlon (BE)
Nel 2015, Mediathèque Intercommunale a Longwy (FR).
Nel 2015, Centre de Documentation sur les Migrations Humaines a Dudelange (LU).
Nel 2014, Mostra itinerante Voci del Silenzio - Omaggio al poeta Claudio Claudi, Biblioteca Nazionale Centrale di Roma

### Opere
- Via Crucis (1990), nella chiesa di Bertrange, Lussemburgo.
- Fonte battesimale nella chiesa dello Spirito Santo, nel quartiere multiculturale Brill a Esch an der Alzette, Lussemburgo.
- Arredi della Chiesa di Lénger, Comune di Käerjeng, Lussemburgo.
- Attrezzatura (altare, ambone, fonte battesimale e tabernacolo) della chiesa di Lintgen, Lussemburgo.
- Via Crucis, presso la chiesa Willibrord a Niederkerschen, Lussemburgo.
- Lube, una scultura alla scuola materna “Butzenhaus” di Bartringen (Bartrage), Lussemburgo.
- Omaggio alle donne che vivono e lavorano a Esch, monumento sulla Uelzechtsstraße a Esch an der Alzette, Lussemburgo (2006).
- Chaise longue, alle Terme di Strassen.
- Melusina Mater, davanti al Centre Hospitalier Luxembourg[16].
- Rail Owl, nel Centro siderurgico minerario di Rodange, in Belgio.
- Mercure, alla Stazione di Arlon, Belgio.
- Hommage à la Femme, a Moint-Saint-Martin, in Francia.
- Decorazioni murali presso la Clinique Pédiatrique Kannerklinik in Lussemburgo.
- Serie di personaggi bronzei al liceo “Aline Mayrisch” in Lussemburgo.
- Melusine's Buzz Poem – Omaggio a Dino Buzzati, 16 ottobre 2023, Teatro comunale a Belluno – Italia: allestimento di nove melusine in bronzo patinate, omaggio dell'artista alla città capoluogo della provincia di origine della sua famiglia, ispirate alla terra, alle acque e ai boschi della sua infanzia e al Poema a fumetti di Dino Buzzati, in occasione del compleanno di Dino Buzzati e dell'annuncio della intitolazione del teatro a Dino Buzzati[17].
- La fleur qui veut toucher le soleil, 19 giugno 2024, Mont-Saint-Martin, 144A Boulevard du 8 Mai 1945, Francia.

Opere si trovano in collezioni pubbliche (Ministère de la Culture, Ministère des Affaires Etrangères, Musèe de la Ville de Luxembourgh, etc.) e private.

## Riconoscimenti
- 2021: Premio del Centenario del Soroptimist International, le è stato assegnato dalla Federazione Europea ed è stata scelta tra 100 donne; la consegna è avvenuta durante la Cerimonia ufficiale tenutasi a Bergamo il 17 settembre 2021. Il premio di 5 000 euro è stato devoluto da Bettina a Carole Linster, Assistant Professor all'Università del Lussemburgo e Leader del Gruppo di Enzimologia & Metabolismo, per la ricerca sulle malattie rare infantili[18][19].
- 2016: Prix du Merite culturel de la Ville d'Esch sur Alzette (LU)
- 1987: Prix spécial du Fonds Culturel National Luxembourgeois (LU).
- 1976: Primo Premio di Scultura e Primo Premio della Critica alla Biennale des Jeunes (LU).

## Nel Soroptimist International
Fu invitata a far parte del Soroptmist International Club di Esch-sur-Alzette nel 1971. Dal 1980 al 1982 è stata presidente del suo Club. Dal 1995 al 1997 è stata presidente dell'Unione lussemburghese e ha creato il Fonds Soroptimist Luxembourg, un'associazione senza fini di lucro, finalizzata alla raccolta fondi, riconosciuta come ONG dal governo lussemburghese e in grado di ricevere sovvenzioni per progetti di cooperazione nei paesi in via di sviluppo. Dal 2013 ne è Presidente.
Ha ricoperto il ruolo di Extension Officer per l'Africa per il Soroptimist International d'Europa (SI/E), per 8 anni (1991-1995 e 1997-2001). Il primo viaggio africano è stato in Ruanda nel 1989, dove promosse la fondazione nel 1992 del club di Kigali, che univa donne di origine Hutu e Tutsi. Al suo ritorno a Kigali, nel 1995, dopo il genocidio, il club si era ridotto a quattro membri ma Bettina si adoperò per ricostruirlo. Con determinazione e perseveranza, convinse e motivò vari club soroptimisti europei a raccogliere fondi e ottenne il sostegno finanziario del governo lussemburghese: furono costruite 20 case nei pressi di Butare, il villaggio di Muyogoro, per 20 vedove e 100 orfani del genocidio. Ha inoltre promosso la costruzione della scuola elementare Les Hirondelles a Kibungo.
Bettina ha visitato l'Africa più di 30 volte ed è stata all'origine della fondazione di 17 club in Burkina Faso, Egitto, Guinea, Haiti, Kenya, Mali, Marocco, Ruanda e Togo.

### Atelier Rwanda
Numerosi progetti sono stati realizzati in questi paesi grazie alla sua iniziativa e alla sua capacità di coinvolgere i club di servizio locali e stranieri, le autorità locali e governative. A Kanombe, a una decina di chilometri dalla capitale Kigali, nel 2003 viene costruito il Centro d'accoglienza formativa "San Marco", del Club Soroptimist di Kigali, che viene modernizzato grazie ai progetti “Energia Solare” e “Acque Potabili e Raccolta Acque Piovane”. Il Centro è intitolato al defunto marito di Bettina, l'architetto Marco Scholl, e Bettina è riuscita a raccogliere fondi per ampliare l'attività formativa attraverso club soroptimisti in più di una mezza dozzina di paesi europei. Il Centro comprende diverse strutture: la sala polivalente, la scuola, un refettorio con cucina, un dormitorio con quaranta posti letto, quattro case a capanna per le vedove anziane, servizi. Il Club di San Marino ha realizzato la costruzione della Scuola, inaugurata nel maggio 2005. Negli anni il Centro viene ampliato e si formano professionalmente giovani all'attività di gioielliere: nel 2007 Bettina e il Soroptimist Club San Marino hanno intrapreso un progetto di salvaguardia delle tecniche tradizionali ruandesi, che rischiavano di cadere nell'oblio, denominato "INTARATARA", per realizzare oggetti e gioielli moderni utilizzando pregiate fibre colorate. I manufatti prodotti in fibra vegetale secondo la tradizione vengono venduti anche all'estero con il marchio "Atelier Rwanda". Il marchio nacque nel 2008 dall'incontro, promosso dal Club Soroptimist di San Marino a cui si aggiunse nel 2009 l'Unione Italiana, con Gaddo Morpurgo, dell'Università del Design di Venezia e responsabile del Corso di Disegno Industriale dell’Università della Repubblica di San Marino, con l'attivazione di una ricerca di studio sulla tecnica artigianale ruandese dell’intreccio, con la possibilità di nuove prospettive di produzione, a favore dell’artigianato femminile in Ruanda. Dopo due workshop sul lavoro della fibra vegetale, in collaborazione tra l'Università del Design di Venezia e KIST (Kigali Institute of Science and Technology) nel sito San Marco a Kigali, vi fu la partecipazione nel 2010 del Ruanda, per la prima volta, alla Biennale di Architettura di Venezia con lo studio dell'applicazione delle fibre naturali in edilizia e l'esposizione di manufatti. Soroptimist International d'Europa ha insignito “Atelier Rwanda” del Best Practice Award per l'anno 2010, il riconoscimento riservato a iniziative che si contraddistinguono per valore dei risultati raggiunti, novità, replicabilità e sostenibilità. Il progetto di design "Atelier Rwanda" è continuato negli anni con vari progetti, tra cui mostre e con l'apporto di vari Club Soroptimist dell'Unione Europea. Nel 2015, con il sostegno finanziario del Fonds Soroptimist Luxembourg, del Ministère des Affaires Etrangères del Lussemburgo, del Kiwanis Club di Esch-sur-Alzette, del Club Soroptimist di Kigali, viene acquisita l'attrezzatura per allestire il laboratorio orafo presso il Centro San Marco che viene aperto a marzo 2016 per opera dell'orafo vicentino Elio Grandi, che ha portato con sé del materiale per la produzione di gioielli e che installa la strumentazione e gli arredi; inizia la formazione dei primi quattro ragazzi che partecipano al corso. Dal 2016 un secondo orafo vicentino, Giuseppe Cogato, partecipa alla formazione dei giovani ruandesi che producono gioielli di pregevoli forme.
Un catalogo è stato pubblicato nel 2012 dal Soroptimist Club di Firenze, Nyanza Jewels: Traditional Rwanda Craft Shaped By Italian Design, in collaborazione con Bettina e il contributo del Kiwanis Service Club d'Esch/Alzette del Lussemburgo e con il patrocinio della Regione Toscana.

### Progetti per la Pace
Dal 2003 al 2005, Bettina è stata seconda vicepresidente della SIE, sotto la guida di Heidrun Konrad, il cui motto "Donne che costruiscono la pace" ha ispirato Bettina per il progetto delle "Bambole della pace" e della Maratona Internazionale della Pace in Ruanda. Le Cotton Peace Dolls sono state realizzate e decorate da artisti e soroptimiste in 58 Paesi aderenti alla Federazione e vendute a beneficio di progetti di pace nei Paesi in via di sviluppo. Il 15 maggio 2005, dieci anni dopo i sanguinosi eventi, si è svolta a Kigali la prima Maratona Internazionale della Pace, per la quale Bettina riuscì a ottenere il sostegno del governo ruandese e che vide la partecipazione di 1600 corridori provenienti da tutto il mondo. Fu promossa la partecipazione di Club Soroptimist. La Maratona della Pace viene organizzata ogni anno dal governo ruandese.
Ha progettato la statua che dal 2005 la SIE assegna ogni due anni come Premio per la Pace a una donna per l'eccezionale impegno per la pace.